# 細管口魚
細管口魚（学名：Aulostomus strigosus），為輻鰭魚綱海龙鱼目管口魚科管口魚属的其中一種，该物种主要分布于大西洋东部海域，北至毛里塔尼亚，南至纳米比亚，体长可达75公分。